# Austin Palao
Jahir Steve Palao Castro (Bellavista, 25 de octubre de 1994), más conocido por el seudónimo de Austin Palao, es una personalidad de televisión, modelo y cantante peruano. 
En el ámbito televisivo, ganó reconocimiento por participar en los programas de telerrealidad Combate de la cadena ATV y Esto es guerra de América Televisión durante los años 2010 y 2020.
En el ámbito musical, se desempeña en el género pop y reguetón, bajo el simple nombre de Austin.

## Biografía
Jahir Steve Palao Castro nació el 25 de octubre de 1994 en Bellavista, distrito de la Provincia Constitucional del Callao, siendo el penúltimo de cuatro hermanos.[cita requerida] Es el hijo del judoca  Steve Palao y hermano de la deportista Lorelein Palao y de las personalidades televisivas Said Palao y Gloria Palao.[cita requerida]
Realizó sus estudios escolares en el Colegio Cristo Jesús en su zona y comenzó a dedicarse a los deportes de defensa personal.[cita requerida]
Cumpliendo la mayoría de edad, debuta en la televisión en el 2014 a la edad de los diecinueve años cuando se integra al reality show peruano Combate en el rol de competidor. Poco tiempo después, Palao se mudó al otro formato Esto es guerra, manteniéndose en el rol.[cita requerida] Inicialmente en la restructuración El origen de la lucha en el año 2016[cita requerida] por varias temporadas con el mismo rol hasta su renuncia en el año 2021, debido a los problemas internos dentro de un juego del programa en vivo y regresó en 2023 temporalmente. Seguidamente, comienza su incursión en la música uniéndose con Emilio Jaime «Emil» y otros dos integrantes más para formar la banda musical 4EME en 2016.
Fruto de su popularidad televisiva, Palao se lanza de manera oficial como solista en el año 2020 bajo el simple nombre de Austin y con la colaboración del productor musical Gangsta lanzando su tema debut «Ella» del álbum homónimo, incluyendo el videoclip grabado en Colombia, consolidándose así en el género reguetón y tuvo una gran aceptación por parte de las emisoras locales como Radio La Zona. Seguidamente, lanzó su segundo disco en solitario bajo el nombre de «No hay nadie más», incluyendo el tema homónimo.[cita requerida] Al año siguiente, Palao lanzó sus siguientes sencillos «Tú me encantas» y «No quiero perderte».
En el año 2022 lanzó el tema a dúo «Estar contigo» en colaboración con su entonces pareja sentimental, la actriz y cantante Flavia Laos y posteriormente «Mejor sin ti», la cual obtuvo la nominación por parte de los Premios Heat Latin Music en la categoría «Artista tendencia», resultando finalmente como ganador en el año 2023, recibiendo el galardón del dicho concurso realizado en República Dominicana.
A lo paralelo con su trabajo musical, asume su participación en el programa concurso latinoamericano El poder del amor al lado de la modelo Shirley Arica y al reparto principal de la cinta cómica peruana Sugar en aprietos, donde interpretó al Amante.En abril del 2024 la revista del Canal 13, lo dio a conocer como uno de los nuevos integrantes para el reality show Ganar o servir.[cita requerida]
En el año 2022 fue reconocido por la revista TC Candler dentro de la lista de los «100 rostros más bellos del mundo» en la que Palao logró posicionarse dentro del top 20, ocupando el puesto número 13, y superó a figuras de talla internacional.[cita requerida]
Además de cantante, Palao es modelo y formó parte del evento internacional Pitti Uomo con la participación del diseñador Sergio Dávila. Colaboró con los cantantes salseros Cielo Torres, Amy Gutiérrez y Álvaro Rod para la versión de «Sólo quédate en silencio» de RBD en el año 2023. Así mismo en el mes de mayo del 2024 mientras estaba en el encierro del reality chileno lanzó el tema «La reina», una canción con un ritmo de merengue bastante pegajoso, y que tuvo buena acogida de sus seguidores, y público en general.[cita requerida]
En junio de 2024 fue galardonado como «Mejor artista musical influencer» por los Premios Ícono celebrado en Medellín; posteriormente en el mes de septiembre del mismo año, sorprendió con una nueva canción con ritmo urbano «Tóxica».[cita requerida]

## Discografía

### Sencillos
- 2020: «Ella»
- 2020: «No hay nadie más»
- 2021: «Tú me encantas»
- 2021: «Busco algo más» (Remix)[20] (con Dúo Idéntico)
- 2021: «No quiero perderte»
- 2022: «Estar contigo» (con Flavia Laos)
- 2022: «Mejor sin ti»
- 2024: «La reina»
- 2024: «Tóxica»
- 2025: «Vienen y Van»

## Créditos

### Televisión
| Año       | Título                                | Papel                                           | Emisión            | Ref.             |
| --------- | ------------------------------------- | ----------------------------------------------- | ------------------ | ---------------- |
| 2014-2015 | Combate                               | Competidor                                      | ATV                | [ 4 ]            |
| 2017      | Combate                               | Competidor                                      | ATV                | [cita requerida] |
| 2016      | El origen de la lucha                 | Competidor                                      | América Televisión | [cita requerida] |
| 2018-2021 | Esto es guerra                        | Competidor                                      | América Televisión | [ 5 ] [ 21 ]     |
| 2023      | Esto es guerra                        | Competidor                                      | América Televisión | [ 6 ]            |
| 2021      | El poder del amor                     | Participante junto a Shirley Arica (2.º puesto) | Latina Televisión  | [ 14 ]           |
| 2024      | El gran chef famosos: x2              | Participante junto a Steve Palao (Finalistas)   | Latina Televisión  | [cita requerida] |
| 2024      | ¿Ganar o servir?: De vuelta al pasado | Participante (11° Eliminado)                    | Canal 13           | [cita requerida] |

### Cine
| Año  | Título            | Papel  | Ref.          |
| ---- | ----------------- | ------ | ------------- |
| 2022 | Sugar en aprietos | Amante | [ 15 ] [ 16 ] |

## Premios y nominaciones
| Año  | Premios                  | Categoría                          | Trabajo              | Resultado | Ref.             |
| ---- | ------------------------ | ---------------------------------- | -------------------- | --------- | ---------------- |
| 2022 | Premios Heat Latin Music | «Artista tendencia»                | «No quiero perderte» | Nominado  | [cita requerida] |
| 2023 | Premios Heat Latin Music | «Artista tendencia»                | «Mejor sin ti»       | Ganador   | [ 1 ]            |
| 2024 | Premios Ícono            | «Mejor artista musical influencer» | Trayectoria musical  | Ganador   | [cita requerida] |